# Aidan de Lindisfarne
Aidan de Lindisfarne, saint Aidan ou Áedán (vers 590 - 31 août 651) est un moine irlandais et missionnaire chrétien, connu pour avoir rétabli le christianisme en Northumbrie. Il est le fondateur du monastère de Lindisfarne en Angleterre. Il est aussi, en 635, le premier évêque du siège établi, selon la coutume irlandaise, dans le monastère. Il est connu comme « l'apôtre de la Northumbrie ».
Il est fêté le 31 août.

## Biographie

### Jeunesse
Né en Irlande, vraisemblablement dans le Connacht, il devient moine au monastère de l'île d'Iona en Écosse.

### Missionnaire chrétien
L'Empire romain avait diffusé le christianisme en Angleterre, son déclin fit réapparaître des poches païennes à certains endroits. Oswald de Northumbrie est forcé à l'exil dans le monastère de Iona à partir de 616, il y est converti et baptisé. Lorsqu'Oswald regagne la couronne de Northumbrie, il est déterminé à diffuser le christianisme et à la conversion des païens.
Le roi Oswald demande pour cela au monastère d'Iona un moine pour ramener ses sujets au christianisme. Aidan fut choisi pour cette tâche, et il lui fut donné l'île de Lindisfarne (aujourd'hui Holy Island), près du château de Bamburgh, pour construire son monastère.
À la mort d'Oswald en 642, Aidan reçut le soutien d'Oswine de Deira avec qui il devient proche. L'abbé-évêque de Lindisfarne se retire périodiquement dans une île déserte de l'archipel de Farne pour se consacrer à la prière. Il meurt dans une bourgade près de Bamburgh dont la paroisse lui est dédiée et il est inhumé à Lindisfarne.

## Source
- (en) Cet article est partiellement ou en totalité issu de l’article de Wikipédia en anglais intitulé « Aidan of Lindisfarne » (voir la liste des auteurs).